# 皮隆伊斯
皮隆伊斯是巴西帕拉伊巴州的一个市镇。总面积64.447平方公里，总人口7731人，人口密度120人/平方公里。